# Omer Atzili
Omer Atzili (in ebraico עומר אצילי‎?; Holon, 27 luglio 1993) è un calciatore israeliano, attaccante del Beitar Gerusalemme.

## Caratteristiche tecniche
Atzili è un'ala destra, tecnica, veloce, che predilige attaccare la profondità partendo da destra, in modo da convergere al centro e tentare la conclusione con il sinistro.

## Carriera

### Club
Escluse due brevi parentesi in Spagna e a Cipro, Atzili ha trascorso la sua carriera in Israele. Il 13 gennaio 2021 firma un contratto valido per tre anni e mezzo con il Maccabi Haifa. L'11 ottobre 2022 mette a segno una doppietta contro la Juventus (2-0) nella quarta giornata della fase a gironi di Champions League.
L'ultimo successo interno per il Maccabi Haifa nella massima competizione europea risaliva al 2002.

### Nazionale
Esordisce in nazionale il 5 settembre 2016 contro l'Italia, in una partita valida per le qualificazioni ai Mondiali 2018, subentrando al 57' al posto di Nir Bitton. Il 10 novembre 2022 annuncia il ritiro dalla nazionale.

## Statistiche

### Presenze e reti nei club
Statistiche aggiornate al 26 luglio 2024.
| Stagione                  | Squadra                   | Campionato                | Campionato | Campionato | Coppe nazionali | Coppe nazionali | Coppe nazionali | Coppe continentali | Coppe continentali | Coppe continentali | Altre coppe | Altre coppe | Altre coppe | Totale | Totale |
| Stagione                  | Squadra                   | Comp                      | Pres       | Reti       | Comp            | Pres            | Reti            | Comp               | Pres               | Reti               | Comp        | Pres        | Reti        | Pres   | Reti   |
| ------------------------- | ------------------------- | ------------------------- | ---------- | ---------- | --------------- | --------------- | --------------- | ------------------ | ------------------ | ------------------ | ----------- | ----------- | ----------- | ------ | ------ |
| 2013-2014                 | Beitar Gerusalemme        | Lh                        | 13+6       | 0+1        | CI              | 1               | 0               | -                  | -                  | -                  | -           | -           | -           | 20     | 1      |
| 2014-2015                 | Beitar Gerusalemme        | Lh                        | 21+9       | 5+1        | CI+CdL          | 1+2             | 0+1             | -                  | -                  | -                  | -           | -           | -           | 33     | 7      |
| 2015-2016                 | Beitar Gerusalemme        | Lh                        | 25+4       | 7          | CI+CdL          | 1+7             | 0               | UEL                | 4                  | 2                  | -           | -           | -           | 41     | 9      |
| ago. 2016                 | Beitar Gerusalemme        | Lh                        | 0          | 0          | CI+CdL          | 0+3             | 1               | UEL                | 8                  | 4                  | -           | -           | -           | 11     | 5      |
| Totale Beitar Gerusalemme | Totale Beitar Gerusalemme | Totale Beitar Gerusalemme | 59+19      | 12+2       |                 | 15              | 2               |                    | 12                 | 6                  |             | -           | -           | 105    | 22     |
| ago. 2016-2017            | Granada                   | PD                        | 9          | 0          | CR              | 2               | 0               | -                  | -                  | -                  | -           | -           | -           | 11     | 0      |
| 2017-2018                 | Maccabi Tel Aviv          | Lh                        | 10+7       | 5+5        | CI+CdL          | 0+3             | 0               | UEL                | 11                 | 2                  | -           | -           | -           | 31     | 12     |
| 2018-2019                 | Maccabi Tel Aviv          | Lh                        | 23+6       | 9+2        | CI+CdL          | 4+2             | 0+1             | UEL                | 7                  | 1                  | -           | -           | -           | 42     | 13     |
| 2019-2020                 | Maccabi Tel Aviv          | Lh                        | 18+3       | 8          | CI+CdL          | 1+0             | 0               | UCL+UEL            | 0                  | 0                  | SI          | 0           | 0           | 22     | 8      |
| Totale Maccabi Tel Aviv   | Totale Maccabi Tel Aviv   | Totale Maccabi Tel Aviv   | 51+16      | 22+7       |                 | 10              | 1               |                    | 18                 | 3                  |             | 0           | 0           | 95     | 33     |
| 2020-gen. 2021            | APOEL                     | A                         | 11         | 0          | CC              | 1               | 1               | UEL                | 3                  | 2                  | -           | -           | -           | 15     | 3      |
| gen.-giu. 2021            | Maccabi Haifa             | Lh                        | 11+10      | 0+4        | CI+CdL          | 3+0             | 2               | UEL                | -                  | -                  | -           | -           | -           | 24     | 6      |
| 2021-2022                 | Maccabi Haifa             | Lh                        | 24+9       | 18+2       | CI+CdL          | 5+2             | 2+0             | UCL+UECL           | 2+10               | 1+5                | SI          | 1           | 0           | 53     | 28     |
| 2022-2023                 | Maccabi Haifa             | Lh                        | 26+9       | 16+5       | CI              | 4               | 1               | UCL                | 12                 | 2                  | SI          | 1           | 1           | 52     | 25     |
| Totale Maccabi Haifa      | Totale Maccabi Haifa      | Totale Maccabi Haifa      | 61+28      | 34+11      |                 | 14              | 5               |                    | 24                 | 8                  |             | 2           | 1           | 129    | 59     |
| 2023-2024                 | Al-Ain                    | PL                        | 20         | 4          | CUAE+CdL        | 2+6             | 0+2             | ACL                | 2                  | 1                  | -           | -           | -           | 30     | 7      |
| Totale carriera           | Totale carriera           | Totale carriera           | 274        | 92         |                 | 50              | 11              |                    | 59                 | 20                 |             | 2           | 1           | 385    | 124    |

### Cronologia presenze e reti in nazionale
| Cronologia completa delle presenze e delle reti in nazionale ― Israele | Cronologia completa delle presenze e delle reti in nazionale ― Israele | Cronologia completa delle presenze e delle reti in nazionale ― Israele | Cronologia completa delle presenze e delle reti in nazionale ― Israele | Cronologia completa delle presenze e delle reti in nazionale ― Israele | Cronologia completa delle presenze e delle reti in nazionale ― Israele | Cronologia completa delle presenze e delle reti in nazionale ― Israele | Cronologia completa delle presenze e delle reti in nazionale ― Israele |
| Data                                                                   | Città                                                                  | In casa                                                                | Risultato                                                              | Ospiti                                                                 | Competizione                                                           | Reti                                                                   | Note                                                                   |
| ---------------------------------------------------------------------- | ---------------------------------------------------------------------- | ---------------------------------------------------------------------- | ---------------------------------------------------------------------- | ---------------------------------------------------------------------- | ---------------------------------------------------------------------- | ---------------------------------------------------------------------- | ---------------------------------------------------------------------- |
| 5-9-2016                                                               | Haifa                                                                  | Israele                                                                | 1 – 3                                                                  | Italia                                                                 | Qual. Mondiali 2018                                                    | -                                                                      | 57’                                                                    |
| 9-10-2016                                                              | Gerusalemme                                                            | Israele                                                                | 2 – 1                                                                  | Liechtenstein                                                          | Qual. Mondiali 2018                                                    | -                                                                      | 63’                                                                    |
| 7-9-2021                                                               | Copenaghen                                                             | Danimarca                                                              | 5 – 0                                                                  | Israele                                                                | Qual. Mondiali 2022                                                    | -                                                                      | 70’                                                                    |
| 2-6-2022                                                               | Haifa                                                                  | Israele                                                                | 2 – 2                                                                  | Islanda                                                                | UEFA Nations League 2022-2023 - 1º turno                               | -                                                                      | 80’                                                                    |
| 13-6-2022                                                              | Reykjavík                                                              | Islanda                                                                | 2 – 2                                                                  | Israele                                                                | UEFA Nations League 2022-2023 - 1º turno                               | -                                                                      | 78’                                                                    |
| 24-9-2022                                                              | Tel Aviv                                                               | Israele                                                                | 2 – 1                                                                  | Albania                                                                | UEFA Nations League 2022-2023 - 1º turno                               | -                                                                      | 77’                                                                    |
| Totale                                                                 |                                                                        | Presenze                                                               | 6                                                                      |                                                                        | Reti                                                                   | 0                                                                      |                                                                        |

## Palmarès

### Club

#### Competizioni nazionali
- Coppa di Lega israeliana: 4

Hapoel Rishon LeZion: 2012-2013
Maccabi Tel Aviv: 2017-2018, 2018-2019
Maccabi Haifa: 2021-2022
- Campionato israeliano: 4

Maccabi Tel Aviv: 2018-2019, 2019-2020
Maccabi Haifa: 2020-2021, 2021-2022, 2022-2023
- Supercoppa d'Israele: 2

Maccabi Tel Aviv: 2019
Maccabi Haifa: 2021

#### Competizioni internazionali
- AFC Champions League: 1

Al-Ain: 2023-2024

### Individuale
- Capocannoniere del campionato israeliano: 1

2021-2022 (20 gol)